# Malvanua
Malvanua ist eine kleine Insel vor der Ostküste von Espiritu Santo in der Provinz Sanma im Inselstaat Vanuatu im Pazifischen Ozean.

## Geographie
Malvanua ist ein kleines Motu an der Mündung des Abflusses von Matevulu Blue Hole. Sie liegt zusammen mit der größeren Schwester Malao zwischen der Hauptinsel und Dany Island am Eingang der Turtle Bay.
Auf der Insel befindet sich das Malvanua Island Beach House.

## Klima
Das Klima ist tropisch heiß, wird jedoch von ständig wehenden Winden gemäßigt. 